# 彭州 (武德)
彭州，唐朝的州。
唐高祖武德元年（618年），分宁州设置彭州，取彭原县的彭字为名。治所在彭原县（今甘肃省庆阳市西峰区彭原镇）。下辖彭原县、丰义县（今宁夏回族自治区固原市彭阳县）。唐太宗贞观元年（627年），废除彭州，合并入宁州。
唐朝彭州刺史
- 刘世让（618年）
- 于德秀（武德年间）
- 于钦明（武德年间）